# Communität und Geschwisterschaft Koinonia
Die Communität Koinonia ist eine christliche Lebensgemeinschaft in der evangelischen Landeskirche.
Die Communität entstand 1976. In vier Hauskonventen in Hermannsburg, Germerode, Heidelberg und Mahikeng (Südafrika) leben insgesamt 13 Mitglieder in Gütergemeinschaft.
Verbunden mit der Communität war die 1984 gebildete Geschwisterschaft Koinonia für Menschen, die ohne eine kommunitäre Berufung ihr Leben nach derselben geistlichen Ordnung führen wollten. Die 50 Mitglieder der Geschwisterschaft leben in Äthiopien, Deutschland, Südafrika, England und in der Schweiz. Beide Gemeinschaften lebten bis zum Jahr 2012 nach der gleichen geistlichen Ordnung, in der das Betrachtende Gebet eine zentrale Rolle spielte. Einkehrfreizeiten, Jugendarbeit und Mission zählten zu den Arbeitsgebieten der Koinonia. Seit 2012 sind beide Gemeinschaften inhaltlich und organisatorisch getrennt.
Einem größeren Kreis von Pfarrern und Gemeindemitgliedern ist die Communität und Geschwisterschaft Koinonia durch die Buchreihe Kommen – Sehen – Bleiben bekannt geworden.

## Bekannte Mitglieder
- Wolfgang J. Bittner
- Reinhard Deichgräber